# Morti nel 1946
| Questa pagina contiene informazioni ricavate automaticamente dalle voci biografiche con l'ausilio del template Bio e di un bot. L'aggiornamento è periodico e automatico e ricostruisce completamente la pagina. Se manca una persona in questa lista, sei pregato di non aggiungerla, ma accertati piuttosto che la sua voce biografica contenga il template Bio e che i dati anagrafici siano correttamente compilati. Se il template Bio manca, inseriscilo tu stesso o, in alternativa, metti l'avviso {{tmp\|Bio}} che ne segnala la mancanza. Se i dati riportati sono sbagliati, correggi direttamente la voce biografica; le modifiche saranno visibili in questa lista entro pochi giorni. Per chiarimenti vedi il progetto biografie. La lista contiene solo le 838 persone che sono citate nell'enciclopedia e per le quali è stato implementato correttamente il template Bio. Pagina aggiornata al 18 ago 2025. |

## Gennaio(77)
- 1º gennaio - Ugo Ojetti, scrittore, critico d'arte e giornalista italiano (n. 1871)
- 2 gennaio - Fabijan Abrantovič, presbitero bielorusso (n. 1884)
- 2 gennaio - Eleanor Rathbone, politica britannica (n. 1872)
- 2 gennaio - Jeannette Thurber, mecenate statunitense (n. 1850)
- 3 gennaio - Ødbert Bjarnholt, calciatore danese (n. 1885)
- 3 gennaio - Giuseppe Bruni, chimico e politico italiano (n. 1873)
- 3 gennaio - William Joyce, politico, attivista e conduttore radiofonico irlandese (n. 1906)
- 3 gennaio - Natale Gabriele Moriondo, arcivescovo cattolico italiano (n. 1870)
- 3 gennaio - Umberto Ricci, economista e statistico italiano (n. 1879)
- 3 gennaio - Karl Maria Wiligut, esoterista austriaco (n. 1866)
- 3 gennaio - Carl Gustav Witt, astronomo tedesco (n. 1866)
- 3 gennaio - Astolfo de Maria, pittore italiano (n. 1891)
- 4 gennaio - György Pallavicini, nobile, politico e militare ungherese (n. 1881)
- 4 gennaio - Thomas Richards, montatore statunitense (n. 1899)
- 4 gennaio - George Woolf, fantino canadese (n. 1910)
- 5 gennaio - Louis Gauthier, attore francese (n. 1864)
- 5 gennaio - Johann Klima, calciatore austriaco (n. 1900)
- 5 gennaio - Hugh McClung, direttore della fotografia e regista statunitense (n. 1874)
- 5 gennaio - Heinrich Remlinger, militare tedesco (n. 1882)
- 5 gennaio - Slim Summerville, attore e regista statunitense (n. 1892)
- 6 gennaio - Angelo Cambiaso, vescovo cattolico italiano (n. 1865)
- 6 gennaio - Giorgio di Sassonia-Meiningen, nobile (n. 1892)
- 6 gennaio - Adolf de Meyer, fotografo francese (n. 1868)
- 7 gennaio - Adamo Didur, basso polacco (n. 1874)
- 7 gennaio - Moisej Jakovlevič Ginzburg, architetto sovietico (n. 1892)
- 8 gennaio - Thomas Barbour, erpetologo e naturalista statunitense (n. 1884)
- 8 gennaio - Dion Fortune, psicologa, scrittrice e esoterista britannica (n. 1890)
- 9 gennaio - Countee Cullen, poeta statunitense (n. 1903)
- 9 gennaio - Speri Della Chiesa Jemoli, giornalista e poeta italiano (n. 1865)
- 9 gennaio - Nevil Macready, militare e politico britannico (n. 1862)
- 10 gennaio - László Bárdossy, politico ungherese (n. 1890)
- 10 gennaio - Max Hilzheimer, zoologo tedesco (n. 1877)
- 11 gennaio - Edna Maison, attrice statunitense (n. 1892)
- 11 gennaio - Muhammad Mian Mansoor Ansari, filosofo e attivista indiano (n. 1884)
- 12 gennaio - Gábor Vajna, politico ungherese (n. 1891)
- 12 gennaio - Safiya Zaghloul, attivista egiziana (n. 1876)
- 13 gennaio - Etta McDaniel, attrice statunitense (n. 1890)
- 13 gennaio - Luigi Zambarelli, presbitero e scrittore italiano (n. 1877)
- 14 gennaio - Antti Hackzell, politico finlandese (n. 1881)
- 15 gennaio - Francesco Venturelli, presbitero italiano (n. 1888)
- 16 gennaio - Aldo Aymonino, generale italiano (n. 1880)
- 16 gennaio - Serafino Cerulli Irelli, paleontologo italiano (n. 1873)
- 17 gennaio - Jenny Nyström, pittrice e illustratrice svedese (n. 1854)
- 18 gennaio - Ezio Scida, calciatore italiano (n. 1915)
- 19 gennaio - Johannes Abromeit, botanico tedesco (n. 1857)
- 19 gennaio - Raoul Dal Molin Ferenzona, pittore, scrittore e incisore italiano (n. 1879)
- 20 gennaio - Tommaso Accurti, bibliografo e presbitero italiano (n. 1862)
- 20 gennaio - Sidney Barton, diplomatico inglese (n. 1876)
- 20 gennaio - Adolf Brennecke, storico e archivista tedesco (n. 1875)
- 21 gennaio - Harry Bateman, matematico inglese (n. 1882)
- 21 gennaio - Mario Donati, chirurgo italiano (n. 1879)
- 22 gennaio - Otto Fenichel, medico e psicoanalista austriaco (n. 1897)
- 22 gennaio - Allan Lard, golfista statunitense (n. 1866)
- 23 gennaio - Matteo Giulio Bartoli, linguista e glottologo italiano (n. 1873)
- 23 gennaio - Heinrich Bongartz, militare e aviatore tedesco (n. 1892)
- 23 gennaio - Luigi Cassani, pittore e politico italiano (n. 1893)
- 23 gennaio - Karl Pekarna, calciatore austriaco (n. 1881)
- 23 gennaio - Gabriel Poix, canottiere francese (n. 1888)
- 23 gennaio - Helene Schjerfbeck, pittrice finlandese (n. 1862)
- 25 gennaio - Otto Brower, regista statunitense (n. 1895)
- 25 gennaio - Aldo Vecchini, avvocato, militare e politico italiano (n. 1884)
- 26 gennaio - Adriaan van Maanen, astronomo olandese (n. 1884)
- 26 gennaio - René-Xavier Prinet, pittore francese (n. 1861)
- 27 gennaio - Tito Agosti, generale italiano (n. 1889)
- 27 gennaio - Elfriede Datzig, attrice austriaca (n. 1922)
- 28 gennaio - Gaston Cailleux, velista francese (n. 1870)
- 28 gennaio - Luigi Crisconio, pittore italiano (n. 1893)
- 29 gennaio - John Costello, attore statunitense (n. 1878)
- 29 gennaio - Harry Hopkins, politico statunitense (n. 1890)
- 29 gennaio - Sidney Jones, direttore d'orchestra e compositore inglese (n. 1861)
- 29 gennaio - Bolesława Lament, religiosa polacca (n. 1862)
- 29 gennaio - Fritz-Georg von Rappard, generale tedesco (n. 1892)
- 30 gennaio - Maryse Hilsz, aviatrice francese (n. 1901)
- 31 gennaio - Pietro Boetto, cardinale e arcivescovo cattolico italiano (n. 1871)
- 31 gennaio - Hans Loritz, generale tedesco (n. 1895)
- 31 gennaio - Carl Magee, avvocato e editore statunitense (n. 1872)
- 31 gennaio - Ivo Protulipac, attivista, avvocato e medico croato (n. 1899)

## Febbraio(70)
- 2 febbraio - Désiré Georges Jean Marie Bois, botanico e agronomo francese (n. 1856)
- 3 febbraio - Giselda Fojanesi, scrittrice italiana (n. 1851)
- 3 febbraio - Friedrich Jeckeln, generale e poliziotto tedesco (n. 1895)
- 3 febbraio - Victor Loret, egittologo francese (n. 1859)
- 3 febbraio - E. Phillips Oppenheim, scrittore inglese (n. 1866)
- 3 febbraio - Carl Theodor Zahle, politico e avvocato danese (n. 1866)
- 4 febbraio - Herbert Baker, architetto britannico (n. 1862)
- 4 febbraio - Milan Nedić, generale e politico serbo (n. 1878)
- 5 febbraio - Ljubov' Isaakovna Aksel'rod, filosofa russa (n. 1868)
- 5 febbraio - George Arliss, attore britannico (n. 1868)
- 6 febbraio - Justus D. Barnes, attore statunitense (n. 1862)
- 6 febbraio - Oswald Kabasta, musicista e direttore d'orchestra austriaco (n. 1896)
- 6 febbraio - Vettore Zanetti Zilla, pittore italiano (n. 1864)
- 7 febbraio - Giovanni Folchi, aviatore italiano (n. 1916)
- 8 febbraio - Felix Hoffmann, chimico e farmacista tedesco (n. 1868)
- 8 febbraio - Miles Mander, attore, regista e sceneggiatore britannico (n. 1888)
- 8 febbraio - Douglas Nicholson, ufficiale inglese (n. 1867)
- 8 febbraio - Biagio Sallusti, militare italiano
- 9 febbraio - Júlio Prestes, avvocato e politico brasiliano (n. 1882)
- 10 febbraio - William Winter Jefferson, attore statunitense (n. 1876)
- 11 febbraio - Ludovic-Oscar Frossard, politico francese (n. 1889)
- 12 febbraio - Adolf Lorenz, chirurgo austriaco (n. 1854)
- 12 febbraio - Heinrich Wittkopf, generale tedesco (n. 1892)
- 12 febbraio - Erwein di Thun e Hohenstein, militare austriaco (n. 1896)
- 13 febbraio - Adeline Boutain, fotografa francese (n. 1862)
- 13 febbraio - Harold S. Bucquet, regista britannico (n. 1891)
- 13 febbraio - Rosa Errera, scrittrice italiana (n. 1864)
- 13 febbraio - Erich Lüdke, generale tedesco (n. 1882)
- 14 febbraio - Francesco Saverio Mosso, medico e politico italiano (n. 1869)
- 15 febbraio - Maliq Bushati, politico albanese (n. 1880)
- 15 febbraio - Guerrina Fabbri, contralto italiano (n. 1866)
- 15 febbraio - Cornelius Johnson, altista statunitense (n. 1913)
- 16 febbraio - Reginald Courtenay Boyle, ufficiale irlandese (n. 1877)
- 16 febbraio - Carlos de Candamo, schermidore, rugbista a 15 e tennista peruviano (n. 1871)
- 16 febbraio - Ivan Michajlovič Moskvin, attore, regista e direttore teatrale russo (n. 1874)
- 16 febbraio - Giulio Rodinò, politico italiano (n. 1875)
- 16 febbraio - Edgar Syers, pattinatore artistico su ghiaccio e dirigente sportivo britannico (n. 1863)
- 17 febbraio - Beniamino di Costantinopoli, arcivescovo ortodosso greco (n. 1871)
- 17 febbraio - Charles Brinley, attore statunitense (n. 1880)
- 17 febbraio - Dorothy Gibson, attrice, modella e cantante statunitense (n. 1889)
- 17 febbraio - Jutta di Meclemburgo-Strelitz, nobile tedesca (n. 1880)
- 18 febbraio - Rhoda Abbott, inglese (n. 1873)
- 18 febbraio - Walther Köhler, storico tedesco (n. 1870)
- 18 febbraio - Giovanni Marchini, pittore italiano (n. 1877)
- 19 febbraio - Giuseppe Celi, prefetto e politico italiano (n. 1879)
- 19 febbraio - Michele De Franchis, matematico italiano (n. 1875)
- 19 febbraio - Rafael Erich, politico finlandese (n. 1879)
- 19 febbraio - Siegfried Hänicke, generale tedesco (n. 1878)
- 20 febbraio - Alessandro Guaccero, medico e politico italiano (n. 1878)
- 20 febbraio - Anton Harapi, religioso, politico e scrittore albanese (n. 1888)
- 20 febbraio - Hugh Allen, compositore inglese (n. 1869)
- 20 febbraio - Friedrich Krukenberg, ginecologo e oculista tedesco (n. 1871)
- 21 febbraio - Gustaf Kilman, cavaliere svedese (n. 1882)
- 22 febbraio - Jean Luchaire, giornalista francese (n. 1901)
- 22 febbraio - Vasilij Timofeevič Vol'skij, generale sovietico (n. 1897)
- 23 febbraio - Raffaello Brizzi, architetto italiano (n. 1883)
- 23 febbraio - Vladimir Petrovič Potëmkin, politico e diplomatico sovietico (n. 1874)
- 23 febbraio - Tomoyuki Yamashita, generale giapponese (n. 1885)
- 24 febbraio - Dante Bertelli, anatomista italiano (n. 1858)
- 24 febbraio - Attilio Botti, politico e antifascista italiano (n. 1881)
- 25 febbraio - René Le Grevès, ciclista su strada e pistard francese (n. 1910)
- 26 febbraio - Reginald Engelbach, egittologo e archeologo britannico (n. 1885)
- 26 febbraio - Emil Voigt, ginnasta e multiplista statunitense (n. 1879)
- 27 febbraio - James Cecil Parke, tennista irlandese (n. 1881)
- 27 febbraio - Waldemar Petersen, ingegnere elettrotecnico tedesco (n. 1880)
- 27 febbraio - Harry Edwin Wood, astronomo sudafricano (n. 1881)
- 28 febbraio - Vladimir Ivanovič Bel'skij, poeta e librettista russo (n. 1866)
- 28 febbraio - Guido Corni, imprenditore italiano (n. 1883)
- 28 febbraio - Béla Imrédy, politico ungherese (n. 1891)
- 28 febbraio - Giuseppe Salvago Raggi, diplomatico italiano (n. 1866)

## Marzo(79)
- 3 marzo - Giulio Bernardini, architetto italiano (n. 1863)
- 3 marzo - León Cortés Castro, politico costaricano (n. 1882)
- 3 marzo - Benvenuto Fineschi, fantino italiano (n. 1868)
- 3 marzo - Pauline Whittier, golfista statunitense (n. 1876)
- 4 marzo - Daniel Dajani, gesuita albanese (n. 1906)
- 4 marzo - Giovanni Fausti, gesuita e missionario italiano (n. 1899)
- 4 marzo - Gjelosh Lulashi, militare albanese (n. 1925)
- 4 marzo - Charles Waldron, attore statunitense (n. 1874)
- 5 marzo - Enrico Calandra, critico d'arte, storico dell'arte e storico dell'architettura italiano (n. 1877)
- 5 marzo - Eugène Sartory, archettaio francese (n. 1871)
- 6 marzo - Jean Choux, regista francese (n. 1887)
- 7 marzo - Huber Lipót, presbitero, teologo e ebraista ungherese (n. 1861)
- 8 marzo - Bill Denton, ginnasta statunitense (n. 1911)
- 8 marzo - Frederick Lanchester, ingegnere britannico (n. 1868)
- 8 marzo - Augusto Romagnoli, insegnante italiano (n. 1879)
- 9 marzo - Karl Brandi, storico tedesco (n. 1868)
- 9 marzo - Giulio Buonamici, etruscologo e filologo italiano (n. 1873)
- 9 marzo - John Joseph Glennon, cardinale e arcivescovo cattolico irlandese (n. 1862)
- 9 marzo - William Wain Prior, generale danese (n. 1876)
- 10 marzo - Jean Durand, regista e sceneggiatore francese (n. 1882)
- 10 marzo - Carlo Senni, diplomatico e politico italiano (n. 1879)
- 11 marzo - Ahmad Kasravi, scrittore e storico iraniano (n. 1890)
- 11 marzo - Achille Menotti Luppi, politico italiano (n. 1867)
- 11 marzo - Beatrice di Borbone-Parma, principessa (n. 1879)
- 12 marzo - Károly Beregfy, militare e politico ungherese (n. 1888)
- 12 marzo - Abraham Bredius, storico dell'arte e collezionista d'arte olandese (n. 1855)
- 12 marzo - József Gera, politico e medico ungherese (n. 1896)
- 12 marzo - Philip Merivale, attore e sceneggiatore inglese (n. 1886)
- 12 marzo - Ferenc Szálasi, politico e militare ungherese (n. 1897)
- 12 marzo - Leonida Tonelli, matematico italiano (n. 1885)
- 12 marzo - Francesco Saverio Trương Bửu Diệp, presbitero vietnamita (n. 1897)
- 13 marzo - Mary P. Burrill, drammaturga statunitense (n. 1881)
- 13 marzo - Thomas Dunhill, compositore e sceneggiatore inglese (n. 1877)
- 13 marzo - Karl Haushofer, generale, politologo e geografo tedesco (n. 1869)
- 14 marzo - Pantelīs Karasevdas, tiratore a segno greco (n. 1877)
- 15 marzo - Alexander Langsdorff, archeologo tedesco (n. 1898)
- 15 marzo - Vittorio Mariani, architetto e urbanista italiano (n. 1859)
- 17 marzo - Dai Li, criminale di guerra e politico cinese (n. 1897)
- 17 marzo - William Merz, ginnasta e multiplista statunitense (n. 1878)
- 17 marzo - Gottlob Weiss, calciatore argentino (n. 1886)
- 17 marzo - Joseph de Pesquidoux, scrittore francese (n. 1869)
- 18 marzo - Lionel Dunsterville, militare britannico (n. 1865)
- 18 marzo - Sidney Dean Townley, astronomo e geodeta statunitense (n. 1867)
- 19 marzo - Marcel Bucard, politico francese (n. 1895)
- 19 marzo - Catherine Carswell, scrittrice e giornalista scozzese (n. 1879)
- 19 marzo - Louis Vernet, arciere francese (n. 1870)
- 20 marzo - Henry Handel Richardson, scrittrice australiana (n. 1870)
- 20 marzo - Chaim Hirszman, superstite dell'Olocausto polacco (n. 1912)
- 20 marzo - Ernest Peterlin, ufficiale jugoslavo (n. 1903)
- 22 marzo - Werner von Blomberg, generale e politico tedesco (n. 1878)
- 22 marzo - Clemens August von Galen, cardinale e vescovo cattolico tedesco (n. 1878)
- 22 marzo - Mabel Wagnalls, pianista e scrittrice statunitense (n. 1869)
- 23 marzo - Francisco Largo Caballero, politico spagnolo (n. 1869)
- 23 marzo - Gilbert Lewis, chimico statunitense (n. 1875)
- 23 marzo - Ludovico Pellizzari, politico e giornalista italiano (n. 1883)
- 23 marzo - Juan Píriz, calciatore uruguaiano (n. 1902)
- 23 marzo - Arthur Ponsonby, politico e scrittore britannico (n. 1871)
- 24 marzo - Aleksandr Alechin, scacchista russo (n. 1892)
- 24 marzo - Zorka Janů, attrice cecoslovacca (n. 1921)
- 24 marzo - Carl Schuhmann, ginnasta, lottatore e sollevatore tedesco (n. 1869)
- 24 marzo - Barbu Știrbey, politico rumeno (n. 1872)
- 25 marzo - Ludwig Deubner, filologo classico e storico tedesco (n. 1877)
- 25 marzo - Huck Hartman, cestista statunitense (n. 1920)
- 25 marzo - Aileen Manning, attrice statunitense (n. 1886)
- 25 marzo - Concezio Petrucci, architetto e urbanista italiano (n. 1902)
- 25 marzo - Giacomo Sartori, mandolinista, violinista e compositore italiano (n. 1860)
- 25 marzo - Francesco Sassano, carabiniere italiano (n. 1915)
- 26 marzo - Frank Ihrcke, ginnasta e multiplista statunitense (n. 1883)
- 27 marzo - Karl Groos, psicologo tedesco (n. 1861)
- 27 marzo - Ludvig Kornerup, arbitro di calcio e allenatore di calcio danese (n. 1871)
- 27 marzo - George Larkin, attore statunitense (n. 1887)
- 27 marzo - Gabriela Preissová, scrittrice e drammaturga ceca (n. 1862)
- 27 marzo - Torello Santini, scultore italiano (n. 1875)
- 28 marzo - Pierre Bertran de Balanda, cavaliere francese (n. 1887)
- 28 marzo - Cumberland Posey, cestista e giocatore di baseball statunitense (n. 1890)
- 29 marzo - Erich Bessel-Hagen, matematico tedesco (n. 1898)
- 29 marzo - George Washington, inventore statunitense (n. 1871)
- 31 marzo - John Gort, generale britannico (n. 1886)
- 31 marzo - Leon Kobrin, drammaturgo e traduttore russo (n. 1873)

## Aprile(60)
- 1º aprile - Noah Beery, attore statunitense (n. 1882)
- 1º aprile - Michiko Kuwano, attrice giapponese (n. 1915)
- 1º aprile - Cesare Orsenigo, arcivescovo cattolico e diplomatico italiano (n. 1873)
- 1º aprile - Edward Sheldon, commediografo statunitense (n. 1886)
- 2 aprile - Kate Bruce, attrice statunitense (n. 1860)
- 2 aprile - Mario Nomis di Cossilla, militare e politico italiano (n. 1874)
- 3 aprile - Alf Common, calciatore inglese (n. 1880)
- 3 aprile - Masaharu Honma, generale giapponese (n. 1888)
- 4 aprile - Severin Ahlqvist, lottatore svedese (n. 1877)
- 4 aprile - Hans Bothmann, militare tedesco (n. 1911)
- 5 aprile - Vincent Youmans, compositore statunitense (n. 1898)
- 7 aprile - Giuseppe Chittolina, calciatore italiano (n. 1909)
- 7 aprile - Francesco Ferrario, ebanista italiano (n. 1875)
- 8 aprile - Luigi Faure, combinatista nordico, saltatore con gli sci e fondista italiano (n. 1898)
- 8 aprile - Ye Ting, generale cinese (n. 1896)
- 9 aprile - Rolf Aas, calciatore norvegese (n. 1891)
- 9 aprile - Ralph Kirby, allenatore di calcio inglese (n. 1884)
- 10 aprile - Giotto Maraghini, ammiraglio italiano (n. 1882)
- 11 aprile - Giovanni Bargiggia, vescovo cattolico italiano (n. 1876)
- 11 aprile - Teodor Shteingel, archeologo, filantropo e politico ucraino (n. 1870)
- 12 aprile - August Borms, politico belga (n. 1878)
- 12 aprile - Teizō Takeuchi, calciatore giapponese (n. 1908)
- 12 aprile - Marian Zyndram-Kościałkowski, politico polacco (n. 1892)
- 13 aprile - Suzanne Chaigneau, violinista e docente francese (n. 1875)
- 13 aprile - Domenico Cigna, politico, giurista e giornalista italiano (n. 1878)
- 14 aprile - Carmela Baricelli, insegnante, giornalista e scrittrice italiana (n. 1861)
- 14 aprile - Guido Calza, archeologo italiano (n. 1888)
- 14 aprile - Julio Mangada Rosenörn, ufficiale e esperantista spagnolo (n. 1877)
- 14 aprile - Pietro Sassoli, compositore e direttore d'orchestra italiano (n. 1884)
- 15 aprile - Adelgonda di Braganza, contessa portoghese (n. 1858)
- 15 aprile - Werner Hochbaum, regista, sceneggiatore e produttore cinematografico tedesco (n. 1899)
- 15 aprile - Paraire Tomoana, politico neozelandese (n. 1874)
- 16 aprile - Ferdinando Veneziale, politico italiano (n. 1887)
- 17 aprile - Alexandru Papană, bobbista rumeno (n. 1906)
- 17 aprile - Juan Bautista Sacasa, politico nicaraguense (n. 1874)
- 18 aprile - Ralph Lyonel Brydges, pastore protestante inglese (n. 1856)
- 19 aprile - Rikichi Andō, generale giapponese (n. 1884)
- 19 aprile - Mae Busch, attrice australiana (n. 1891)
- 20 aprile - Ernesto Buonaiuti, presbitero, storico e antifascista italiano (n. 1881)
- 20 aprile - George Cloutier, giocatore di lacrosse canadese (n. 1876)
- 20 aprile - Hanna Sheehy-Skeffington, attivista irlandese (n. 1877)
- 21 aprile - John Maynard Keynes, economista britannico (n. 1883)
- 22 aprile - Lionel Atwill, attore britannico (n. 1885)
- 22 aprile - Pio Gorretta, calciatore italiano (n. 1909)
- 22 aprile - Harlan Fiske Stone, politico e giurista statunitense (n. 1872)
- 22 aprile - José Luis Zabala, calciatore spagnolo (n. 1898)
- 23 aprile - Luigi Monticelli Obizzi, dirigente sportivo e powerlifter italiano (n. 1863)
- 23 aprile - Giuseppe Palanti, pittore, illustratore e scenografo italiano (n. 1881)
- 25 aprile - Mario Arlotta, militare, diplomatico e politico italiano (n. 1879)
- 25 aprile - Tullio Terni, medico, anatomista e scienziato italiano (n. 1888)
- 27 aprile - Vincenzo Fresia, allenatore di calcio e calciatore italiano (n. 1888)
- 28 aprile - Louis Jean Baptist Bachelier, statistico e matematico francese (n. 1870)
- 28 aprile - Pierre-Thiébaut-Charles-Maurice Janin, generale francese (n. 1862)
- 28 aprile - Adolfo Omodeo, storico e politico italiano (n. 1889)
- 28 aprile - François de La Rocque, politico francese (n. 1885)
- 29 aprile - Frédérich Bataille, poeta, insegnante e micologo francese (n. 1850)
- 29 aprile - Joseph Byron Totten, regista, attore e sceneggiatore statunitense (n. 1870)
- 30 aprile - Paride Baccarini, pittore, architetto e partigiano italiano (n. 1910)
- 30 aprile - Ferdinand Broili, geologo e paleontologo tedesco (n. 1874)
- 30 aprile - George Hepbron, arbitro di pallacanestro e dirigente sportivo statunitense (n. 1864)

## Maggio(67)
- 1º maggio - Bill Johnston, tennista statunitense (n. 1894)
- 1º maggio - Phil Jutzi, regista, direttore della fotografia e sceneggiatore tedesco (n. 1896)
- 2 maggio - Bernard Coy, criminale statunitense (n. 1900)
- 3 maggio - Giorgio Gambino, calciatore italiano (n. 1902)
- 4 maggio - Joseph Paul Cretzer, criminale statunitense (n. 1911)
- 5 maggio - Lothar König, presbitero e filosofo tedesco (n. 1906)
- 7 maggio - Ferdinand Boberg, architetto svedese (n. 1860)
- 7 maggio - Anton Mussert, ingegnere e politico olandese (n. 1894)
- 8 maggio - Karl Etlinger, attore tedesco (n. 1879)
- 11 maggio - Pedro Henríquez Ureña, critico letterario, filologo e saggista dominicano (n. 1884)
- 12 maggio - Alceo Pastore, imprenditore italiano (n. 1858)
- 12 maggio - Leopold Socha, polacco (n. 1909)
- 13 maggio - Aleksej Nikolaevič Bach, chimico e politico sovietico (n. 1857)
- 14 maggio - Lee Kohlmar, attore e regista tedesco (n. 1873)
- 15 maggio - Francesco Paolo Prisciandaro, pittore italiano (n. 1874)
- 16 maggio - Vitalij Bajrak, religioso ucraino (n. 1907)
- 16 maggio - Gaetano Guarino, politico e farmacista italiano (n. 1902)
- 16 maggio - Francis E. McGovern, politico e avvocato statunitense (n. 1866)
- 16 maggio - Eugenio Minisini, generale, inventore e partigiano italiano (n. 1878)
- 16 maggio - Karl Eberhard Schöngarth, generale tedesco (n. 1903)
- 16 maggio - Bruno Tesch, chimico e imprenditore tedesco (n. 1890)
- 16 maggio - Karl Weinbacher, imprenditore tedesco (n. 1898)
- 17 maggio - Oscar Neumann, zoologo e ornitologo tedesco (n. 1867)
- 18 maggio - Jean-Marie-Michel Blois, missionario e arcivescovo cattolico francese (n. 1881)
- 19 maggio - Francesco Canero Medici, diplomatico e politico italiano (n. 1886)
- 19 maggio - Holger Forchhammer, medico, calciatore e dirigente sportivo danese (n. 1866)
- 19 maggio - Jozo Lozovina Mosor, rivoluzionario croato (n. 1919)
- 19 maggio - Booth Tarkington, scrittore e drammaturgo statunitense (n. 1869)
- 19 maggio - Hermina Walch-Kaminski, medica rumena (n. 1864)
- 20 maggio - Edmond Derrien, ammiraglio francese (n. 1882)
- 20 maggio - Jacob Ellehammer, orologiaio e inventore danese (n. 1871)
- 20 maggio - Emil Frey, compositore e pianista svizzero (n. 1889)
- 20 maggio - Enrico Gasparri, cardinale e arcivescovo cattolico italiano (n. 1871)
- 20 maggio - Martin Kargl, calciatore austriaco (n. 1912)
- 21 maggio - Umberto Puppini, politico italiano (n. 1884)
- 22 maggio - Ronald Fangen, scrittore norvegese (n. 1895)
- 22 maggio - Karl Hermann Frank, politico, generale e criminale di guerra tedesco (n. 1898)
- 22 maggio - Giacomo Miari, imprenditore, generale e politico italiano (n. 1870)
- 23 maggio - Mary Fairchild, pittrice statunitense (n. 1858)
- 24 maggio - Norbert Kovács, compositore di scacchi ungherese (n. 1874)
- 24 maggio - Luigi Valchera, politico italiano (n. 1881)
- 25 maggio - Enrico Amaturo, matematico e urbanista italiano (n. 1863)
- 25 maggio - Albert Viljam Hagelin, politico norvegese (n. 1881)
- 25 maggio - Tomaso Monicelli, giornalista, drammaturgo e critico teatrale italiano (n. 1883)
- 25 maggio - Marcel Petiot, criminale e serial killer francese (n. 1897)
- 25 maggio - Wilhelm Souchon, ammiraglio tedesco (n. 1864)
- 26 maggio - Cagnaccio di San Pietro, pittore italiano (n. 1897)
- 26 maggio - Marziale Cerutti, generale e aviatore italiano (n. 1895)
- 26 maggio - Federico di Waldeck e Pyrmont, sovrano tedesco (n. 1865)
- 26 maggio - Louis Marc, nuotatore e pallanuotista francese (n. 1880)
- 26 maggio - Tamaki Miura, soprano giapponese (n. 1884)
- 26 maggio - Joseph Medill Patterson, giornalista e editore statunitense (n. 1879)
- 27 maggio - Claire Croiza, mezzosoprano francese (n. 1882)
- 28 maggio - Otto Förschner, militare tedesco (n. 1902)
- 28 maggio - Johann Viktor Kirsch, militare tedesco (n. 1891)
- 28 maggio - Otto Moll, militare e criminale di guerra tedesco (n. 1915)
- 28 maggio - Friedrich Wilhelm Ruppert, militare tedesco (n. 1905)
- 28 maggio - João Sassetti, schermidore portoghese (n. 1892)
- 28 maggio - Claus Schilling, medico e criminale di guerra tedesco (n. 1871)
- 28 maggio - Vinzenz Schöttl, militare tedesco (n. 1905)
- 29 maggio - Martin Gottfried Weiß, militare tedesco (n. 1905)
- 30 maggio - David Hamilton Jackson, attivista danese (n. 1884)
- 30 maggio - Adolfo Marama Toyo, pilota motociclistico e progettista italiano
- 30 maggio - Charles Paterno, imprenditore italiano (n. 1878)
- 30 maggio - Louis Slotin, fisico canadese (n. 1910)
- 31 maggio - Joseph Martinez, ginnasta francese (n. 1878)
- 31 maggio - Erich Raschick, generale tedesco (n. 1882)

## Giugno(63)
- 1º giugno - Gheorghe Alexianu, funzionario e criminale di guerra rumeno (n. 1897)
- 1º giugno - Ion Antonescu, generale, politico e criminale di guerra rumeno (n. 1882)
- 1º giugno - Mihai Antonescu, politico, criminale di guerra e avvocato rumeno (n. 1904)
- 1º giugno - August Lindgren, tuffatore e calciatore danese (n. 1883)
- 1º giugno - Leo Slezak, tenore ceco (n. 1873)
- 1º giugno - Constantin Vasiliu, militare e politico romeno (n. 1882)
- 2 giugno - Élie Bourgois, ginnasta francese (n. 1881)
- 2 giugno - Carrie Ingalls, statunitense (n. 1870)
- 3 giugno - Chen Gongbo, politico cinese (n. 1892)
- 3 giugno - Michail Ivanovič Kalinin, politico e rivoluzionario sovietico (n. 1875)
- 5 giugno - James Craig Annan, fotografo britannico (n. 1864)
- 5 giugno - Mayme Kelso, attrice statunitense (n. 1867)
- 5 giugno - Holger Thiele, astronomo danese (n. 1878)
- 5 giugno - Aldo Vollono, calciatore italiano (n. 1906)
- 5 giugno - Maud Watson, tennista britannica (n. 1864)
- 6 giugno - Hector Bayon, calciatore, dirigente sportivo e arbitro di calcio italiano (n. 1885)
- 6 giugno - Gerhart Hauptmann, poeta, drammaturgo e romanziere tedesco (n. 1862)
- 7 giugno - Charles L'Eplattenier, architetto, pittore e scultore svizzero (n. 1874)
- 7 giugno - Karl Fischer von Treuenfeld, generale tedesco (n. 1885)
- 9 giugno - Charles Burguet, regista, sceneggiatore e attore francese (n. 1878)
- 9 giugno - Roberte Cusey, modella francese (n. 1907)
- 9 giugno - Ananda Mahidol, sovrano thailandese (n. 1925)
- 9 giugno - Thomas Thynne, V marchese di Bath, politico britannico (n. 1862)
- 10 giugno - Jack Johnson, pugile statunitense (n. 1878)
- 10 giugno - Eustachio Kugler, religioso tedesco (n. 1867)
- 11 giugno - Sidney Morgan, regista e sceneggiatore britannico (n. 1874)
- 12 giugno - Hisaichi Terauchi, generale giapponese (n. 1879)
- 12 giugno - Karel Toman, poeta e giornalista ceco (n. 1877)
- 13 giugno - Theodor Sparkuhl, direttore della fotografia e regista tedesco (n. 1894)
- 14 giugno - John Logie Baird, inventore britannico (n. 1888)
- 14 giugno - Charles Butterworth, attore statunitense (n. 1896)
- 14 giugno - Francesco Chiesa, presbitero italiano (n. 1874)
- 14 giugno - Federigo Enriques, matematico, storico della scienza e filosofo italiano (n. 1871)
- 14 giugno - Heinrich Kaminski, compositore tedesco (n. 1886)
- 14 giugno - Jorge Ubico, politico e generale guatemalteco (n. 1878)
- 15 giugno - Michelangelo Guidi, islamista e arabista italiano (n. 1886)
- 15 giugno - Arvid Mörne, poeta, scrittore e drammaturgo finlandese (n. 1876)
- 15 giugno - Adolfo de Bertolini, avvocato e politico italiano (n. 1871)
- 16 giugno - Luigi Martinelli, arcivescovo cattolico italiano (n. 1884)
- 16 giugno - Harald Wallin, velista svedese (n. 1887)
- 18 giugno - Filippo Amedeo, politico e operaio italiano (n. 1891)
- 18 giugno - Umberto Pessina, presbitero italiano (n. 1902)
- 18 giugno - Antoine Péronne, militare e aviatore francese (n. 1914)
- 19 giugno - Theodor Wulf, fisico e gesuita tedesco (n. 1868)
- 20 giugno - Wan Rong, imperatrice cinese (n. 1906)
- 21 giugno - Renato Bianchi, partigiano italiano (n. 1919)
- 21 giugno - Piero Campelli, calciatore italiano (n. 1893)
- 21 giugno - Amelia Pinto, soprano italiano (n. 1876)
- 23 giugno - William S. Hart, attore e regista statunitense (n. 1864)
- 23 giugno - Charles Oman, storico e numismatico britannico (n. 1860)
- 24 giugno - Damodar Dharmananda Kosambi, indologo indiano (n. 1876)
- 25 giugno - Augusto Serena, letterato italiano (n. 1868)
- 26 giugno - Arthur Aylesworth, attore statunitense (n. 1883)
- 26 giugno - Yōsuke Matsuoka, politico giapponese (n. 1880)
- 27 giugno - Max Koegel, militare e criminale di guerra tedesco (n. 1895)
- 27 giugno - Juan Antonio Ríos, avvocato e politico cileno (n. 1888)
- 28 giugno - Pino Camilleri, politico italiano (n. 1918)
- 28 giugno - Concino Concini, funzionario e politico italiano (n. 1864)
- 28 giugno - Raymond Lawler, calciatore statunitense (n. 1888)
- 29 giugno - Francesco Blando, calciatore italiano (n. 1901)
- 29 giugno - Miroslav Filipović-Majstorović, religioso e militare croato (n. 1915)
- 29 giugno - Frank Hadow, tennista e crickettista britannico (n. 1855)
- 30 giugno - Donato Pavesi, marciatore italiano (n. 1888)

## Luglio(58)
- 1º luglio - Augustyn Józef Czartoryski, principe polacco (n. 1907)
- 1º luglio - Frederick Koolhoven, ingegnere olandese (n. 1886)
- 1º luglio - Arturo Reghini, filosofo e esoterista italiano (n. 1878)
- 2 luglio - Mary Alden, attrice statunitense (n. 1883)
- 2 luglio - Pio Emanuelli, astronomo, storico e divulgatore scientifico italiano (n. 1889)
- 2 luglio - Albert Sechehaye, linguista svizzero (n. 1870)
- 3 luglio - Edoardo Bianchi, imprenditore e inventore italiano (n. 1865)
- 4 luglio - Othenio Abel, paleontologo austriaco (n. 1875)
- 4 luglio - Jenny-Wanda Barkmann, militare tedesca (n. 1922)
- 4 luglio - Elisabeth Becker, militare tedesca (n. 1923)
- 4 luglio - Sante Garibaldi, militare e imprenditore italiano (n. 1885)
- 4 luglio - Wanda Klaff, militare tedesca (n. 1922)
- 4 luglio - Sándor Simonyi-Semadam, politico ungherese (n. 1864)
- 4 luglio - Gerda Steinhoff, militare tedesca (n. 1922)
- 6 luglio - Umberto Cisotti, matematico e fisico italiano (n. 1882)
- 6 luglio - Jeanne Lanvin, stilista francese (n. 1867)
- 6 luglio - Horace Pippin, pittore statunitense (n. 1888)
- 7 luglio - Gordon Howard, V conte di Effingham, nobile britannico (n. 1873)
- 8 luglio - Aleksandr Vasil'evič Aleksandrov, compositore sovietico (n. 1883)
- 8 luglio - Józef Mehoffer, artista, pittore e decoratore polacco (n. 1869)
- 11 luglio - Paul Nash, pittore britannico (n. 1889)
- 12 luglio - Ray Stannard Baker, giornalista, storico e biografo statunitense (n. 1870)
- 12 luglio - Enzo Mini, marinaio e militare italiano (n. 1920)
- 12 luglio - Ludwig Obersteiner, alpinista e avvocato austriaco (n. 1899)
- 13 luglio - Alfred Stieglitz, fotografo e gallerista statunitense (n. 1864)
- 15 luglio - Rosario DeSimone, mafioso italiano (n. 1873)
- 15 luglio - Wen Yiduo, scrittore e poeta cinese (n. 1899)
- 16 luglio - Raffaele Conflenti, ingegnere aeronautico italiano (n. 1889)
- 16 luglio - William Welsh, attore statunitense (n. 1870)
- 16 luglio - Carlotta di Schaumburg-Lippe, principessa tedesca (n. 1864)
- 17 luglio - Tanasije Dinić, politico e militare serbo (n. 1891)
- 17 luglio - Florence Fuller, artista australiana (n. 1867)
- 17 luglio - Draža Mihailović, generale jugoslavo (n. 1893)
- 17 luglio - Albin Mlakar, militare austro-ungarico (n. 1890)
- 18 luglio - Maria Consolata Betrone, religiosa italiana (n. 1903)
- 18 luglio - Wilfred Buckland, scenografo statunitense (n. 1866)
- 19 luglio - Aleksandr Aleksandrovič Bogomolec, medico sovietico (n. 1881)
- 19 luglio - Jan Verkade, pittore olandese (n. 1868)
- 20 luglio - Luciano Geraci, vescovo cattolico italiano (n. 1877)
- 20 luglio - Shirō Kawase, ammiraglio giapponese (n. 1889)
- 20 luglio - Tricky Sam Nanton, trombonista statunitense (n. 1904)
- 20 luglio - Luigi Salvatori, avvocato e politico italiano (n. 1881)
- 20 luglio - Gunnar Sundman, nuotatore svedese (n. 1893)
- 21 luglio - Arthur Greiser, politico, generale e criminale di guerra tedesco (n. 1897)
- 21 luglio - Shefqet Vërlaci, imprenditore e politico albanese (n. 1877)
- 21 luglio - Gualberto Villarroel, militare e politico boliviano (n. 1908)
- 23 luglio - James Maxton, politico britannico (n. 1885)
- 24 luglio - Charles Wellesley, attore irlandese (n. 1873)
- 25 luglio - Narziss Kaspar Ach, psicologo tedesco (n. 1871)
- 26 luglio - Heinrich Andergassen, ingegnere e militare austriaco (n. 1908)
- 26 luglio - Marguerite Delorme, pittrice francese (n. 1876)
- 26 luglio - Mattia Moresco, giurista e politico italiano (n. 1877)
- 27 luglio - Gertrude Stein, scrittrice e poetessa statunitense (n. 1874)
- 28 luglio - Alfonsa dell'Immacolata Concezione, religiosa indiana (n. 1910)
- 28 luglio - Arduino Berlam, architetto e designer italiano (n. 1880)
- 28 luglio - Jan Neer, fotografo italiano (n. 1860)
- 29 luglio - Emily Thorn Vanderbilt, filantropa statunitense (n. 1852)
- 30 luglio - Nikolaj Aleksandrovič Morozov, rivoluzionario, scrittore e scienziato russo (n. 1854)

## Agosto(64)
- 2 agosto - Carlo di Leiningen, principe tedesco (n. 1898)
- 2 agosto - Andrej Andreevič Vlasov, generale sovietico (n. 1901)
- 3 agosto - Marf, paroliere e compositore italiano (n. 1894)
- 3 agosto - Viktor Deni, disegnatore russo (n. 1893)
- 3 agosto - Frank Newton, golfista statunitense (n. 1874)
- 3 agosto - Mario Paci, pianista e direttore d'orchestra italiano (n. 1878)
- 5 agosto - Wilhelm Marx, politico tedesco (n. 1863)
- 6 agosto - Blanche Bingley, tennista inglese (n. 1864)
- 6 agosto - Giuseppe Dottore, criminale italiano (n. 1908)
- 6 agosto - Benny Lynch, pugile scozzese (n. 1913)
- 6 agosto - Tony Lazzeri, giocatore di baseball statunitense (n. 1903)
- 6 agosto - Joseph Rheden, astronomo austriaco (n. 1873)
- 7 agosto - George Wilkinson, pallanuotista e nuotatore britannico (n. 1879)
- 8 agosto - Maria Barrientos, cantante spagnola (n. 1884)
- 9 agosto - Léon Gaumont, inventore, produttore cinematografico e imprenditore francese (n. 1864)
- 9 agosto - Ferdinand Marian, attore austriaco (n. 1902)
- 9 agosto - Ursula Richter, fotografa tedesca (n. 1886)
- 10 agosto - Richard Ludwig, rugbista a 15 tedesco (n. 1877)
- 11 agosto - Giuseppe Pietri, compositore italiano (n. 1886)
- 12 agosto - Egon Brecher, attore ceco (n. 1880)
- 12 agosto - Inayatullāh Khan, sovrano afghano (n. 1888)
- 12 agosto - Thomas Maischberger, alpinista austriaco (n. 1857)
- 12 agosto - Alfred Stock, chimico tedesco (n. 1876)
- 12 agosto - Sergej Jur'evič Sudejkin, scenografo e pittore russo (n. 1882)
- 13 agosto - Clemente Palma, scrittore, giornalista e politico peruviano (n. 1872)
- 13 agosto - H. G. Wells, scrittore britannico (n. 1866)
- 13 agosto - Valerij Viktorovič Želobinskij, compositore e pianista russo (n. 1913)
- 14 agosto - Robert Heinrich Wagner, politico e militare tedesco (n. 1895)
- 16 agosto - Evaristo Boncinelli, scultore italiano (n. 1883)
- 16 agosto - Hiroyasu Fushimi, ammiraglio giapponese (n. 1875)
- 17 agosto - Harry Culver, imprenditore statunitense (n. 1880)
- 17 agosto - Channing Pollock, commediografo, sceneggiatore e compositore statunitense (n. 1880)
- 18 agosto - Georg Åberg, triplista e lunghista svedese (n. 1893)
- 19 agosto - René Alexandre, attore francese (n. 1885)
- 19 agosto - Jules-Albert De Dion, inventore, imprenditore e politico francese (n. 1856)
- 19 agosto - Moisej Zelikovič Levin, regista cinematografico sovietico (n. 1895)
- 20 agosto - Vojtech Tuka, politico slovacco (n. 1880)
- 21 agosto - Ugo Bono, avvocato, dirigente d'azienda e politico italiano (n. 1878)
- 21 agosto - Domenico De Lisi, scultore italiano (n. 1870)
- 22 agosto - Alessandro Luzio, giornalista e storico italiano (n. 1857)
- 22 agosto - Luigi Maggi, attore e regista italiano (n. 1867)
- 22 agosto - Döme Sztójay, generale, diplomatico e politico ungherese (n. 1883)
- 23 agosto - Fulco Ruffo di Calabria, nobile, aviatore e politico italiano (n. 1884)
- 24 agosto - James Clark McReynolds, politico e avvocato statunitense (n. 1862)
- 24 agosto - Antonio Paoli, tenore portoricano (n. 1871)
- 24 agosto - Lajos Reményi-Schneller, politico ungherese (n. 1892)
- 25 agosto - Ove Roll Lund, militare e ingegnere norvegese (n. 1910)
- 25 agosto - Arnold Rosé, violinista austriaco (n. 1863)
- 26 agosto - Jeanie Macpherson, sceneggiatrice, attrice e regista statunitense (n. 1887)
- 27 agosto - Umberto Farri, politico italiano (n. 1883)
- 27 agosto - Jaguaré Bezerra de Vasconcelos, calciatore brasiliano (n. 1905)
- 28 agosto - Mario Camis, fisiologo e presbitero italiano (n. 1878)
- 28 agosto - Georgios Kafantaris, politico greco (n. 1873)
- 28 agosto - Otomar Kubala, militare slovacco (n. 1906)
- 28 agosto - Frederick Lambart, X conte di Cavan, generale e nobile britannico (n. 1865)
- 28 agosto - Danuta Siedzikówna, infermiera e ufficiale polacca (n. 1928)
- 28 agosto - Florence Turner, attrice e sceneggiatrice statunitense (n. 1885)
- 29 agosto - Arturo Buzzi-Peccia, compositore italiano (n. 1854)
- 30 agosto - Gino Piva, sindacalista, politico e giornalista italiano (n. 1873)
- 30 agosto - Konstantin Vladimirovič Rodzaevskij, politico russo (n. 1907)
- 30 agosto - Grigorij Michajlovič Semënov, generale russo (n. 1890)
- 31 agosto - Harley Granville-Barker, commediografo, attore e regista inglese (n. 1877)
- 31 agosto - Paul August von Klenau, compositore e direttore d'orchestra danese (n. 1883)
- 31 agosto - David Martin, calciatore nordirlandese (n. 1859)

## Settembre(47)
- 2 settembre - Edward Alphonso Goldman, zoologo statunitense (n. 1873)
- 4 settembre - Lovro Hacin, poliziotto e avvocato jugoslavo (n. 1903)
- 4 settembre - Leon Rupnik, generale jugoslavo (n. 1880)
- 4 settembre - Erwin Rösener, generale e criminale di guerra tedesco (n. 1902)
- 4 settembre - Enrico Scalini, agronomo, imprenditore e politico italiano (n. 1857)
- 6 settembre - Lucina Hagman, politica, scrittrice e docente finlandese (n. 1853)
- 6 settembre - Alfred Körte, archeologo e filologo classico tedesco (n. 1866)
- 7 settembre - Robert LeRoy, tennista statunitense (n. 1885)
- 8 settembre - Dorothy Harrison Eustis, filantropa statunitense (n. 1886)
- 8 settembre - Felice Supino, ittiologo italiano (n. 1870)
- 9 settembre - Hong Jin, politico sudcoreano (n. 1877)
- 9 settembre - Einar Torgersen, velista norvegese (n. 1886)
- 10 settembre - Olivér Halassy, pallanuotista e nuotatore ungherese (n. 1909)
- 10 settembre - John W. Noble, regista e sceneggiatore statunitense (n. 1880)
- 11 settembre - Francesco Giovanni Bonifacio, presbitero italiano (n. 1912)
- 11 settembre - Arthur van Schendel, scrittore olandese (n. 1874)
- 12 settembre - Frida Richard, attrice austriaca (n. 1873)
- 13 settembre - Amon Göth, militare e criminale di guerra austriaco (n. 1908)
- 13 settembre - Primo Panciroli, pittore italiano (n. 1875)
- 13 settembre - Wilhelm Röttger, boia tedesco (n. 1894)
- 15 settembre - Elkan Nathan Adler, storico e avvocato britannico (n. 1861)
- 15 settembre - Antoon Dorregeest, sollevatore olandese (n. 1880)
- 16 settembre - Giusto Gervasutti, alpinista italiano (n. 1909)
- 16 settembre - Henri Gouraud, generale francese (n. 1867)
- 16 settembre - James Jeans, astronomo, matematico e fisico britannico (n. 1877)
- 16 settembre - Mamie Smith, cantante, pianista e attrice statunitense (n. 1891)
- 16 settembre - Nicola Valente, compositore e editore italiano (n. 1881)
- 17 settembre - Bernard Groethuysen, filosofo, sociologo e storico tedesco (n. 1880)
- 20 settembre - Jules Auguste César Muraire, attore francese (n. 1883)
- 20 settembre - Jean Etienne Charles Marcel Ratyé, ammiraglio francese (n. 1863)
- 21 settembre - Olga Engl, attrice austriaca (n. 1871)
- 21 settembre - Mansaku Itami, regista e sceneggiatore giapponese (n. 1900)
- 21 settembre - Luigi Pensuti, animatore italiano (n. 1903)
- 22 settembre - Johannes Michael Buckx, vescovo cattolico olandese (n. 1881)
- 22 settembre - Donato Donati, giurista italiano (n. 1880)
- 22 settembre - Giuseppe Moccagatta, imprenditore, politico e dirigente sportivo italiano (n. 1900)
- 22 settembre - Ángel Zárraga, pittore messicano (n. 1886)
- 23 settembre - Ruggero Capodaglio, attore italiano (n. 1880)
- 24 settembre - Thomas Baddeley, calciatore inglese (n. 1874)
- 24 settembre - William Tritton, ingegnere britannico (n. 1875)
- 25 settembre - Hans Eppinger, medico austriaco (n. 1879)
- 25 settembre - Heinrich George, attore tedesco (n. 1893)
- 25 settembre - Franz von Hoesslin, direttore d'orchestra tedesco (n. 1885)
- 26 settembre - William Strunk, insegnante statunitense (n. 1869)
- 27 settembre - Milly Dandolo, scrittrice, poetessa e traduttrice italiana (n. 1895)
- 27 settembre - Achille Grandi, politico e sindacalista italiano (n. 1883)
- 28 settembre - George O'Connor, cantante e avvocato statunitense (n. 1874)

## Ottobre(68)
- 1º ottobre - Leo Fiederer, calciatore tedesco (n. 1897)
- 1º ottobre - Pavel Huyn, patriarca cattolico e arcivescovo cattolico ceco (n. 1868)
- 2 ottobre - Eduard Bass, scrittore, giornalista e attore ceco (n. 1888)
- 2 ottobre - Ignacy Mościcki, chimico e politico polacco (n. 1867)
- 4 ottobre - Triphon Verstraeten, ciclista su strada belga (n. 1920)
- 5 ottobre - István Bethlen, politico ungherese (n. 1874)
- 5 ottobre - Patrick Bowes-Lyon, nobile e tennista britannico (n. 1863)
- 5 ottobre - Alberto Marvelli, ingegnere e politico italiano (n. 1918)
- 5 ottobre - Emanuele Sella, economista italiano (n. 1879)
- 6 ottobre - Per Albin Hansson, politico svedese (n. 1885)
- 7 ottobre - Christopher R.W. Nevinson, pittore, incisore e litografo britannico (n. 1889)
- 8 ottobre - Wilhelm Bahr, militare tedesco (n. 1907)
- 8 ottobre - Agustín Parrado y García, cardinale e arcivescovo cattolico spagnolo (n. 1872)
- 8 ottobre - Max Pauly, ufficiale tedesco (n. 1907)
- 8 ottobre - John St. Polis, attore statunitense (n. 1873)
- 8 ottobre - Anton Thumann, militare tedesco (n. 1912)
- 8 ottobre - Kanae Yamamoto, pittore e incisore giapponese (n. 1882)
- 9 ottobre - Frank Castleman, velocista e ostacolista statunitense (n. 1877)
- 10 ottobre - Vittorio Emanuele di Savoia-Aosta, nobile e generale italiano (n. 1870)
- 10 ottobre - Adam Tarnowski von Tarnów, diplomatico e nobile austriaco (n. 1866)
- 11 ottobre - Ivan Hitrec, allenatore di calcio e calciatore jugoslavo (n. 1911)
- 12 ottobre - Giuseppe Adami, drammaturgo, librettista e giornalista italiano (n. 1878)
- 12 ottobre - Heinrich Freiherr von Stackelberg, economista tedesco (n. 1905)
- 12 ottobre - Joseph Stilwell, generale statunitense (n. 1883)
- 13 ottobre - Alexander Grant, mezzofondista e siepista statunitense (n. 1874)
- 13 ottobre - Victor Mayer, orafo e imprenditore tedesco (n. 1857)
- 13 ottobre - Ole Sæther, tiratore a segno norvegese (n. 1870)
- 13 ottobre - Jef Van de Fackere, pittore belga (n. 1879)
- 15 ottobre - Hermann Göring, politico, generale e criminale di guerra tedesco (n. 1893)
- 16 ottobre - Granville Bantock, compositore britannico (n. 1868)
- 16 ottobre - Ebba Munck af Fulkila, nobildonna svedese (n. 1858)
- 16 ottobre - Hans Frank, avvocato, politico e criminale di guerra tedesco (n. 1900)
- 16 ottobre - Wilhelm Frick, politico e criminale di guerra tedesco (n. 1877)
- 16 ottobre - Ada Botti Giachetti, soprano italiano (n. 1874)
- 16 ottobre - Alfred Jodl, generale e criminale di guerra tedesco (n. 1890)
- 16 ottobre - Ernst Kaltenbrunner, generale e criminale di guerra austriaco (n. 1903)
- 16 ottobre - Wilhelm Keitel, generale e criminale di guerra tedesco (n. 1882)
- 16 ottobre - Joachim von Ribbentrop, politico, diplomatico e criminale di guerra tedesco (n. 1893)
- 16 ottobre - Alfred Rosenberg, politico, saggista e criminale di guerra tedesco (n. 1893)
- 16 ottobre - Fritz Sauckel, politico e criminale di guerra tedesco (n. 1894)
- 16 ottobre - Arthur Seyss-Inquart, politico, avvocato e criminale di guerra austriaco (n. 1892)
- 16 ottobre - Julius Streicher, politico e criminale di guerra tedesco (n. 1885)
- 17 ottobre - Maurice Grammont, linguista francese (n. 1866)
- 17 ottobre - Pie Eugène Neveu, vescovo cattolico e religioso francese (n. 1877)
- 17 ottobre - Richard Sloley, calciatore inglese (n. 1891)
- 18 ottobre - Willi Moser, generale tedesco (n. 1887)
- 21 ottobre - Guido Biscaretti di Ruffia, militare e politico italiano (n. 1867)
- 22 ottobre - Henry Bergman, attore statunitense (n. 1868)
- 23 ottobre - Francesco Carandini, storico e poeta italiano (n. 1858)
- 23 ottobre - Ernest Thompson Seton, saggista, naturalista e disegnatore britannico (n. 1860)
- 24 ottobre - Kurt Daluege, generale, poliziotto e criminale di guerra tedesco (n. 1897)
- 24 ottobre - Otis Adelbert Kline, cantautore e romanziere statunitense (n. 1891)
- 24 ottobre - Hubert Loutsch, politico lussemburghese (n. 1878)
- 24 ottobre - Dmitrij Moor, disegnatore sovietico (n. 1883)
- 25 ottobre - Rudolf Walden, politico, imprenditore e generale finlandese (n. 1878)
- 25 ottobre - Armanda degli Abbati, mezzosoprano italiano (n. 1879)
- 26 ottobre - Jules Brulatour, produttore cinematografico statunitense (n. 1870)
- 26 ottobre - Iōannīs Rallīs, politico greco (n. 1878)
- 26 ottobre - Otto Georg Thierack, politico tedesco (n. 1889)
- 28 ottobre - Eugénie-Emilie Juliette Folville, pianista, violinista e docente belga (n. 1870)
- 28 ottobre - Percy Frankland, chimico inglese (n. 1858)
- 28 ottobre - Manuel Ortiz de Zárate, pittore cileno (n. 1887)
- 28 ottobre - Charlotte Stevens, attrice statunitense (n. 1902)
- 29 ottobre - Robert Keres, cestista estone (n. 1907)
- 29 ottobre - Giovanni Lombardi, giurista e politico italiano (n. 1872)
- 30 ottobre - Charles Despiau, scultore francese (n. 1874)
- 31 ottobre - Gabriel Gabrio, attore francese (n. 1887)
- 31 ottobre - Bruno Piazza, scrittore e superstite dell'Olocausto italiano (n. 1889)

## Novembre(58)
- 1º novembre - Henri Van Averbeke, calciatore belga (n. 1900)
- 1º novembre - Martin Åberg, pittore svedese (n. 1888)
- 2 novembre - Bill Raisbeck, calciatore scozzese (n. 1875)
- 3 novembre - Federico Amodeo, storico della scienza italiano (n. 1859)
- 3 novembre - Sally Bush, fotografa e filantropa statunitense (n. 1860)
- 3 novembre - Victoria Manners, nobildonna e scrittrice inglese (n. 1883)
- 4 novembre - Ewald Daub, direttore della fotografia tedesco (n. 1889)
- 4 novembre - Rüdiger von der Goltz, generale tedesco (n. 1865)
- 5 novembre - Arthur Liebert, filosofo tedesco (n. 1878)
- 5 novembre - Eugenia Lopez Nunes, mezzosoprano italiana (n. 1883)
- 5 novembre - Joseph Stella, pittore italiano (n. 1877)
- 5 novembre - Zygmunt Stojowski, pianista e compositore polacco (n. 1870)
- 7 novembre - Giuseppe Faranda, medico, politico e antifascista italiano (n. 1869)
- 7 novembre - Henry Lehrman, produttore cinematografico, regista e attore statunitense (n. 1886)
- 7 novembre - Lou Otten, calciatore olandese (n. 1883)
- 8 novembre - Pablo Salinas, pittore spagnolo (n. 1871)
- 9 novembre - Scotty Mattraw, doppiatore statunitense (n. 1880)
- 9 novembre - Salvador Mazza, medico e batteriologo argentino (n. 1866)
- 10 novembre - Lucia Mangano, mistica e religiosa italiana (n. 1896)
- 10 novembre - Julian Nowak, politico polacco (n. 1865)
- 10 novembre - Louis Zutter, ginnasta svizzero (n. 1865)
- 11 novembre - Egill Reimers, velista e architetto norvegese (n. 1878)
- 12 novembre - Camillo Caccia Dominioni, cardinale italiano (n. 1877)
- 12 novembre - Albert Bond Lambert, golfista e aviatore statunitense (n. 1875)
- 12 novembre - Edwin Mills, tiratore di fune britannico (n. 1878)
- 13 novembre - Gerardo Di Martino, magistrato e politico italiano (n. 1878)
- 14 novembre - Manuel de Falla, compositore spagnolo (n. 1876)
- 14 novembre - May Sinclair, scrittrice, critica letteraria e attivista britannica (n. 1863)
- 15 novembre - Alex Jackson, calciatore scozzese (n. 1905)
- 16 novembre - Giovanni Anfossi, pianista e compositore italiano (n. 1864)
- 17 novembre - Luigi Bosi, politico italiano (n. 1874)
- 17 novembre - Max von Oppenheim, diplomatico e archeologo tedesco (n. 1860)
- 18 novembre - Vincentas Borisevičius, vescovo cattolico lituano (n. 1887)
- 18 novembre - Donald Meek, attore britannico (n. 1878)
- 18 novembre - Walter J. Turner, scrittore australiano (n. 1889)
- 18 novembre - Jimmy Walker, politico statunitense (n. 1881)
- 20 novembre - Fred Randell, maratoneta britannico (n. 1865)
- 21 novembre - Eduardo Marquina, scrittore, poeta e drammaturgo spagnolo (n. 1879)
- 21 novembre - Antonio Zanussi, imprenditore italiano (n. 1890)
- 22 novembre - Raffaele Balsamo, cantante italiano (n. 1885)
- 22 novembre - Burt McKinnie, golfista statunitense (n. 1878)
- 23 novembre - Arthur Dove, pittore statunitense (n. 1880)
- 23 novembre - Léon Spilliaert, pittore belga (n. 1881)
- 23 novembre - Heinrich Triepel, giurista tedesco (n. 1868)
- 24 novembre - László Moholy-Nagy, pittore e fotografo ungherese (n. 1895)
- 25 novembre - Henry Morgenthau senior, avvocato, imprenditore e diplomatico statunitense (n. 1856)
- 26 novembre - Matej Metod Bella, pastore protestante, politico e avvocato slovacco (n. 1869)
- 26 novembre - Charles Bowers, fumettista e attore statunitense (n. 1889)
- 26 novembre - Albert George Schmedeman, politico e diplomatico statunitense (n. 1864)
- 27 novembre - Rudolf Droz, calciatore tedesco (n. 1888)
- 27 novembre - Carlo Iberti, scrittore italiano (n. 1874)
- 27 novembre - Calogero Angelo Sacheli, filosofo e scrittore italiano (n. 1890)
- 28 novembre - Giuditta Levato, italiana (n. 1915)
- 28 novembre - Nusch Éluard, modella e artista francese (n. 1906)
- 29 novembre - Ernst von Althaus, militare e aviatore tedesco (n. 1890)
- 29 novembre - Sandy Archibald, calciatore e allenatore di calcio scozzese (n. 1897)
- 29 novembre - Arthur Crispien, politico, giornalista e pittore tedesco (n. 1875)
- 30 novembre - Gustav Noske, politico tedesco (n. 1868)

## Dicembre(63)
- 2 dicembre - Bernardino Palaj, poeta, scrittore e presbitero albanese (n. 1894)
- 3 dicembre - Luigi Corazzin, politico italiano (n. 1888)
- 4 dicembre - Maria de la Paz di Borbone-Spagna, principessa spagnola (n. 1862)
- 4 dicembre - Ernst Kornemann, storico tedesco (n. 1868)
- 4 dicembre - Eino Saastamoinen, ginnasta finlandese (n. 1887)
- 6 dicembre - Alessio Di Giovanni, poeta e drammaturgo italiano (n. 1872)
- 6 dicembre - Maksimilian Štejnberg, compositore lituano (n. 1883)
- 7 dicembre - Sada Yacco, attrice teatrale e danzatrice giapponese (n. 1871)
- 7 dicembre - Laurette Taylor, attrice statunitense (n. 1884)
- 8 dicembre - Ernesto Cianciolo, funzionario e prefetto italiano (n. 1868)
- 8 dicembre - James H. Leuba, psicologo statunitense (n. 1868)
- 9 dicembre - Giuseppe Aprea, pittore italiano (n. 1876)
- 9 dicembre - Shekib Arslan, politico e scrittore libanese (n. 1869)
- 9 dicembre - Auguste Mallet, ciclista su strada francese (n. 1913)
- 10 dicembre - Frederick William Frohawk, zoologo inglese (n. 1861)
- 10 dicembre - Walter Johnson, giocatore di baseball e allenatore di baseball statunitense (n. 1887)
- 10 dicembre - Damon Runyon, scrittore e giornalista statunitense (n. 1880)
- 10 dicembre - José Sevenants, pianista e compositore belga (n. 1868)
- 11 dicembre - William Job Collins, chirurgo inglese (n. 1859)
- 12 dicembre - Renée Falconetti, attrice francese (n. 1892)
- 12 dicembre - Giuseppe Gennaioli, presbitero e poeta italiano (n. 1873)
- 12 dicembre - Francesco Vatielli, compositore e musicologo italiano (n. 1877)
- 13 dicembre - Egil Eide, attore, regista e attore teatrale norvegese (n. 1868)
- 14 dicembre - Enrico Maria Alliata di Villafranca, nobile, gastronomo e scrittore italiano (n. 1879)
- 14 dicembre - Gigino Battisti, politico e partigiano italiano (n. 1901)
- 14 dicembre - Roy William Neill, regista, produttore cinematografico e sceneggiatore irlandese (n. 1887)
- 15 dicembre - Karl Mörke, sollevatore tedesco (n. 1889)
- 15 dicembre - Matteo Tevini, pittore italiano (n. 1869)
- 16 dicembre - Nello Carotenuto, attore italiano (n. 1880)
- 16 dicembre - Sigmund Schenkling, entomologo tedesco (n. 1865)
- 16 dicembre - Humphrey Ward, calciatore inglese (n. 1899)
- 17 dicembre - Franz Cižek, pittore austriaco (n. 1865)
- 17 dicembre - Giuseppe Guindani, pittore italiano (n. 1886)
- 17 dicembre - Max Hodann, medico tedesco (n. 1894)
- 17 dicembre - David Karlsson, lottatore svedese (n. 1881)
- 17 dicembre - Grigorij Nikolaevič Neujmin, astronomo russo (n. 1886)
- 17 dicembre - Elvira Notari, regista cinematografica italiana (n. 1875)
- 19 dicembre - Paul Langevin, fisico francese (n. 1872)
- 20 dicembre - Laurenzio Laurenzi, pittore e incisore italiano (n. 1878)
- 21 dicembre - Sergio Nicolò De Bellis, pittore italiano (n. 1898)
- 21 dicembre - Eugene Talmadge, politico statunitense (n. 1884)
- 22 dicembre - Alajos Bruckner, nuotatore ungherese (n. 1889)
- 22 dicembre - Felice Corini, ingegnere e politico italiano (n. 1889)
- 23 dicembre - Rinaldo Barlassina, arbitro di calcio italiano (n. 1898)
- 23 dicembre - Dorothy Spicer, aviatrice britannica (n. 1908)
- 23 dicembre - Frank Lukeman, multiplista e velocista canadese (n. 1885)
- 23 dicembre - John Sampson, ginecologo statunitense (n. 1873)
- 24 dicembre - Hervé Marc, calciatore francese (n. 1903)
- 24 dicembre - Tullio Pitacco, cestista italiano (n. 1925)
- 24 dicembre - George Schiller, velocista statunitense (n. 1900)
- 25 dicembre - W. C. Fields, comico e attore statunitense (n. 1880)
- 25 dicembre - Henri Le Fauconnier, pittore francese (n. 1881)
- 25 dicembre - Henri Rang, cavaliere rumeno (n. 1902)
- 26 dicembre - Antonio Lasciac, architetto italiano (n. 1856)
- 26 dicembre - Cesare Suglia, aviatore, militare e pioniere dell'aviazione italiano (n. 1887)
- 27 dicembre - Mario Appelius, giornalista e conduttore radiofonico italiano (n. 1892)
- 28 dicembre - Ada Adler, grecista, filologa classica e bibliotecaria danese (n. 1878)
- 28 dicembre - Carrie Jacobs-Bond, cantautrice, pianista e cantante statunitense (n. 1862)
- 28 dicembre - Eugen Korschelt, zoologo tedesco (n. 1858)
- 29 dicembre - Charles Henri Dumesnil, ammiraglio francese (n. 1868)
- 30 dicembre - Charles Wakefield Cadman, compositore, critico musicale e giornalista statunitense (n. 1881)
- 30 dicembre - Salvatore Valeri, pittore italiano (n. 1856)
- 31 dicembre - Karl Bömelburg, militare e poliziotto tedesco (n. 1885)

## Senza giorno specificato(64)
- Marion Angus, poetessa e scrittrice scozzese (n. 1865)
- Abdesselam Baccoush, poeta tunisino (n. 1871)
- Luigi Barberis, generale italiano (n. 1875)
- Robert Bartlett, esploratore statunitense (n. 1875)
- Vilko Begić, generale croato (n. 1874)
- Augusta Bernard, stilista francese (n. 1886)
- Carlo Boselli, ispanista e traduttore italiano (n. 1876)
- Maurice Cammage, regista francese (n. 1882)
- Ercole Carletti, poeta, drammaturgo e linguista italiano (n. 1877)
- Sebastiano Catania, matematico italiano (n. 1853)
- Attilio Cavallini, pittore italiano (n. 1888)
- Louis Charbonneau-Lassay, storico, archeologo e incisore francese (n. 1871)
- Eugène Choisel, ostacolista e lunghista francese (n. 1881)
- Domenico Cifani, pittore e incisore italiano (n. 1886)
- Gabrè, cantautore italiano (n. 1888)
- John Harold Clapham, economista e storico inglese (n. 1873)
- Lucien Daudet, scrittore francese (n. 1878)
- Otto Faist, allenatore di calcio tedesco (n. 1903)
- Adolfo Ferrata, ematologo italiano (n. 1880)
- Pierre Fredet, chirurgo francese (n. 1870)
- Sergej Nikolaevič Frejman, scacchista russo (n. 1882)
- Sophia Getzova, patologa israeliana (n. 1872)
- Hermann Graf Keyserling, filosofo e naturalista estone (n. 1880)
- Silvestro Graziano, costituzionalista e politico italiano (n. 1885)
- Alice Hawkins, attivista britannica (n. 1863)
- Mustafa Hilmi Pascià, generale ottomano (n. 1863)
- Giorgio Hinna, pittore e incisore italiano (n. 1892)
- William Nicholson Jennings, fotografo statunitense (n. 1860)
- Icilio Federico Joni, pittore e falsario italiano (n. 1866)
- Danilo Kalafatović, generale serbo (n. 1875)
- Fëdor Komissarževskij, regista teatrale russo (n. 1882)
- Ernst Kurth, filosofo e musicologo svizzero (n. 1886)
- John Langalibalele Dube, politico, filosofo e poeta sudafricano (n. 1871)
- Giuseppe Messina, giurista italiano (n. 1877)
- Ernesta Michelangeli, scrittrice italiana (n. 1874)
- Marko Mikačić, calciatore jugoslavo (n. 1911)
- Oreste Muzzi, nuotatore italiano (n. 1887)
- Achille Nodari, ingegnere e imprenditore italiano (n. 1878)
- Emilio Perea, tenore italiano (n. 1884)
- Salvatore Petruolo, pittore italiano (n. 1857)
- Giggi Pizzirani, poeta italiano (n. 1870)
- Frank Powell, calciatore e allenatore di calcio inglese (n. 1883)
- Donnino Pozzi, pittore italiano (n. 1894)
- Guido Ravasi, imprenditore italiano (n. 1877)
- Steven Rockwell, ingegnere statunitense (n. 1878)
- Henry Roussel, attore, regista e sceneggiatore francese (n. 1875)
- André Ryssen, calciatore francese (n. 1902)
- Frank Samuelsen e George Harbo, marinaio norvegese (n. 1870)
- Policarpo Scagliarini, presbitero italiano (n. 1884)
- Shirase Nobu, esploratore giapponese (n. 1861)
- Annie Morrill Smith, botanica statunitense (n. 1856)
- Václav Špála, pittore e illustratore ceco (n. 1885)
- Flavia Steno, giornalista e scrittrice italiana (n. 1877)
- Albert Edward Sterner, pittore e incisore statunitense (n. 1863)
- Gregorio Maria Suñol, musicologo spagnolo (n. 1879)
- Rafael Sánchez Tapia, politico e militare messicano (n. 1887)
- Ravi Varma V, principe indiano (n. 1865)
- Ernest Tossier, calciatore francese (n. 1889)
- Wilhelm Trendelenburg, fisiologo tedesco (n. 1877)
- Attilio Vallecchi, tipografo e editore italiano (n. 1880)
- Helena Woynarowska, velocista, cestista e pallamanista polacca
- James Young Deer, attore, regista e sceneggiatore statunitense (n. 1876)
- Giorgio Zaninovich, ingegnere e architetto italiano (n. 1876)
- Theodor Adrian von Renteln, politico tedesco (n. 1897)